# Escarpia laminata
Escarpia laminata är en ringmaskart som beskrevs av Jones 1985. Escarpia laminata ingår i släktet Escarpia och familjen skäggmaskar. Inga underarter finns listade i Catalogue of Life.